# Ana Mendieta
Ana Mendieta (Havana, 18 november 1948 – New York, 8 september 1985) was een Cubaanse/Amerikaanse performance- en videoartieste, beeldhouwster en schilder. Ze is vooral bekend vanwege haar "earth-body"-kunstwerken.

## Jeugd als banneling
Afkomstig uit een gegoede familie in Cuba werd Ana Mendieta in 1961, toen ze twaalf was, samen met haar veertienjarige zus Raquelin door hun ouders naar Verenigde Staten gestuurd vanwege de politieke klimaat in Cuba. Via Operatie Peter Pan kwam zij terecht in instellingen en pleeggezinnen in Dubuque, Iowa. Haar moeder en jongere broer bleven achter in Cuba, maar kwamen ook over in 1966. Mendieta werd met hen herenigd. Haar vader kwam in 1979 naar Verenigde Staten, na achttien jaar als een politieke gevangene vastgezeten te hebben in Cuba vanwege zijn betrokkenheid bij de Amerikaanse invasie in de Varkensbaai.

## Opleiding
Ze behaalde een bachelor en master in de schilderkunst en Master of Fine Arts in Intermedia bij de Universiteit van Iowa.
Ze werd daar begeleid door de kunstenaar Hans Breder. Gedurende haar carrière als kunstenares creëerde ze werk in Cuba, Mexico, Italië en de Verenigde Staten.

## Leven en werken
Mendieta's werken waren in het algemeen autobiografisch en thematisch, inclusief feminisme, geweld, leven, dood, plaatsen en lotsbestemming. Mendieta richtte zich vaak op een spirituele en fysieke band met de Aarde, in het bijzonder in haar "Silueta Series" (1973-1980). De serie kunstwerken hield in dat Mendieta vrouwelijke silhouetten creëerde in de natuur - in modder, zand en gras - met natuurlijke materialen die varieerden van bladeren en takken tot bloed, ze maakte ook bodypaints of verfde haar silhouet op een muur.
In 1983 kreeg Mendieta de Rome Prize van de Amerikaanse Academie in Rome. Tijdens haar verblijf in Rome begon Mendieta kunst"objecten" te creëren, tekeningen en sculpturen inbegrepen. Ze bleef natuurlijke materialen gebruiken in haar werk.

## Overlijden
Mendieta was 36 jaar oud toen ze op 8 september 1985 overleed als gevolg van een val uit de raam van haar appartement op de 34ste verdieping (Greenwich Village's 11 Waverly Place). Verschillende tekenen deden vermoeden dat haar man, Carl Andre, haar had geduwd. Hij had schrammen op zijn arm en neus, en buren getuigden dat ze het stel ruzie hoorden hebben en Mendieta hadden horen roepen voor ze viel.  Carl Andre.
 werd aangeklaagd en verdenking van moord op haar, de rechtszaak tegen hem duurde drie jaar. Toch werd hij door het gerecht onschuldig bevonden bij gebrek aan bewijzen. Tot op de dag van vandaag worden er protesten georganiseerd bij tentoonstellingen van zijn werk, omdat sommigen vinden dat Andre onterecht vrijgesproken is voor de moord op Ana Mendieta. De advocaat van Andre beschreef Mendieta's dood als een mogelijk ongeluk of zelfmoord. Vanwege het ontbreken van bewijs en ooggetuigen is de werkelijke toedracht rond haar dood onbekend gebleven.